# Schloss Hirschberg (Nordrhein-Westfalen)

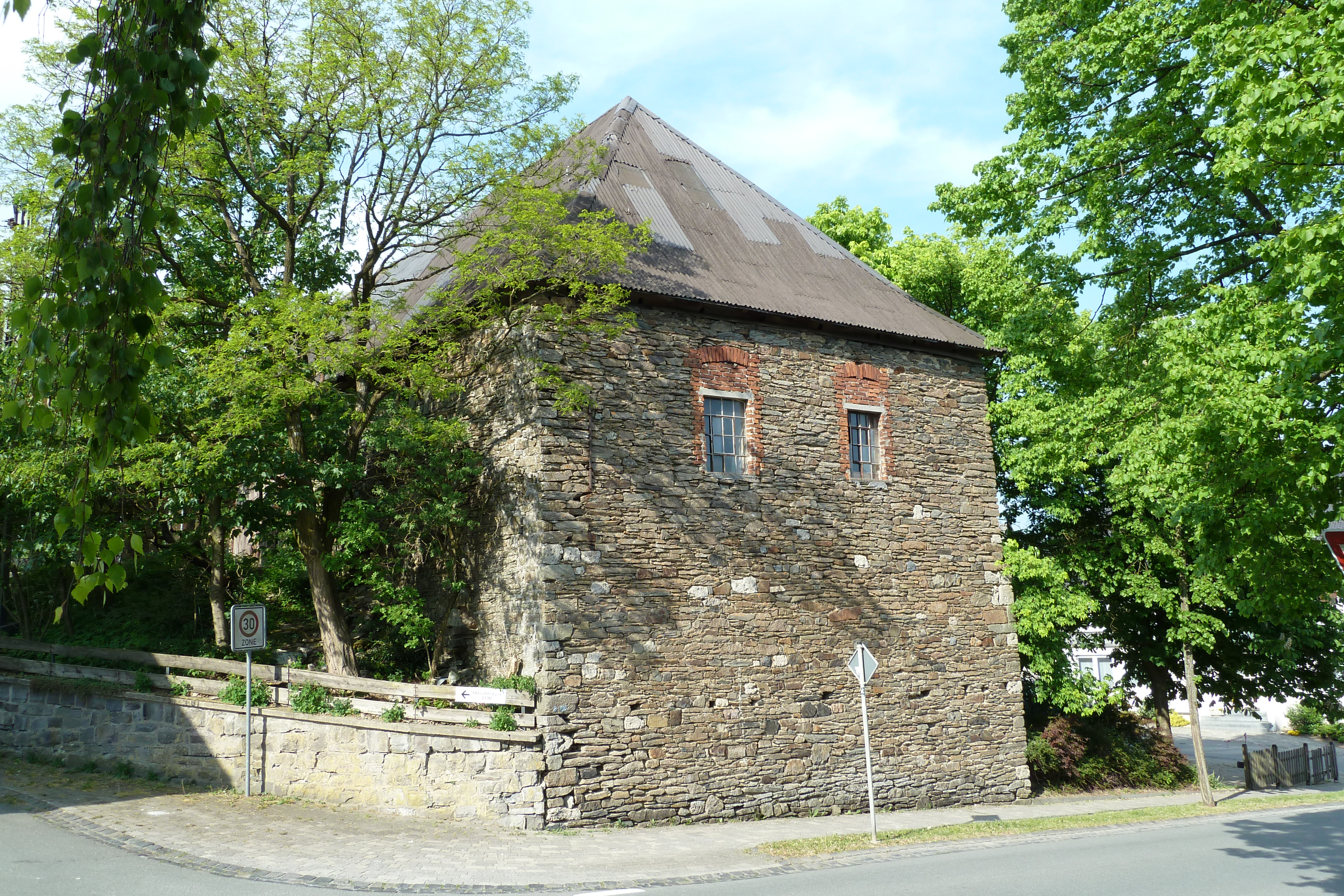
Der ehemalige Marstall

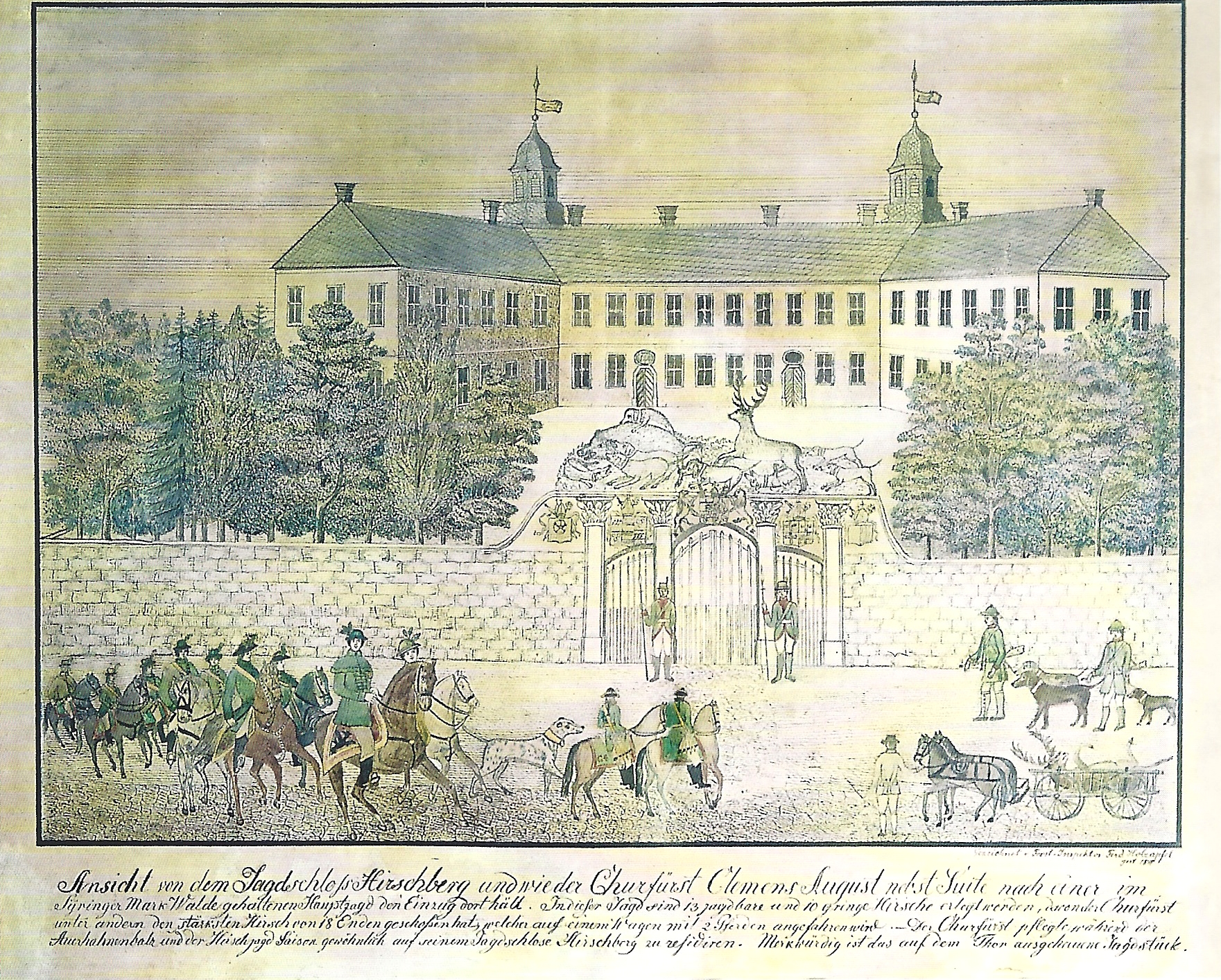
Schloss Hirschberg vor 1826

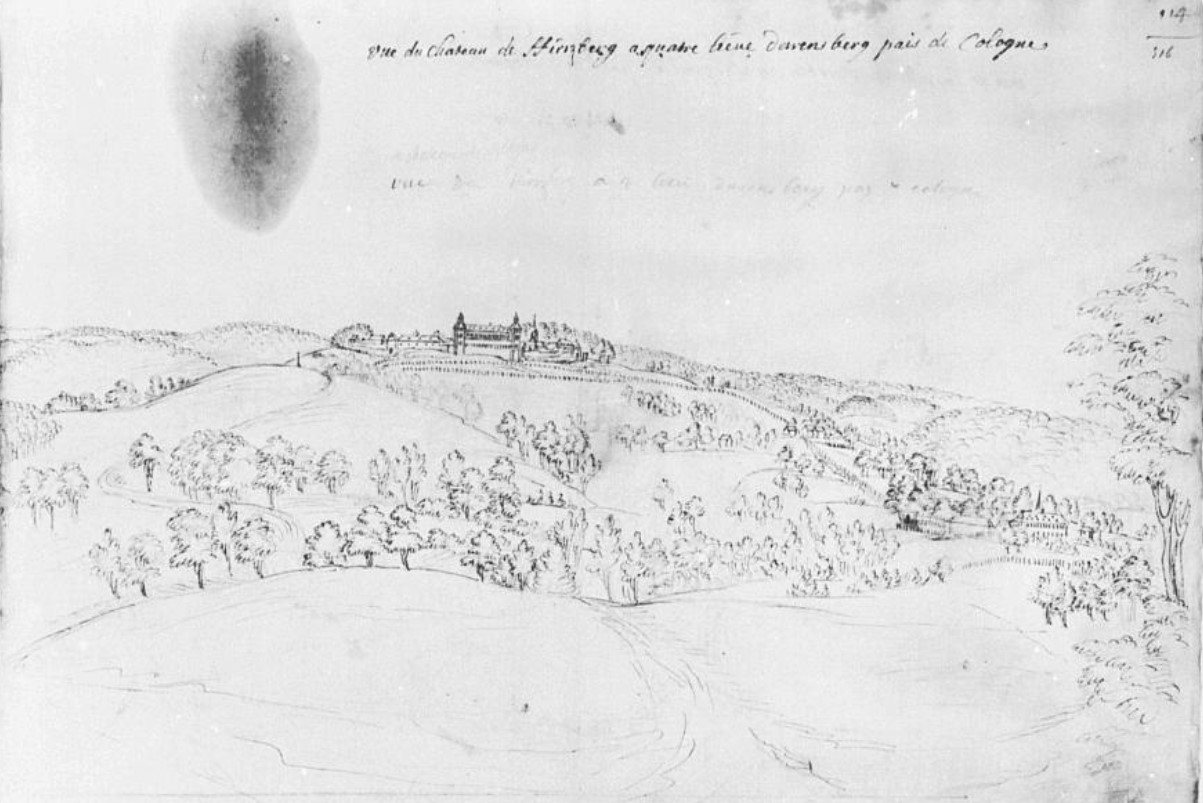
Blick auf Schloss Hirschberg durch Renier Roidkin

Das Schloss Hirschberg war ein Jagdschloss der Kölner Kurfürsten auf den Grundmauern einer älteren Burg. Es lag bei Hirschberg, heute Stadtteil von Warstein. Der neben dem ehemaligen Marstall einzige erhaltene Teil der Anlage ist das Haupttor aus dem 18. Jahrhundert, das im 19. Jahrhundert als Hirschberger Tor in den Baukomplex des ehemaligen Stifts Wedinghausen in Arnsberg integriert wurde.

## Geschichte
Im Jahr 1340 erwirkte Graf Gottfried IV. von Arnsberg vom Kölner Erzbischof Walram von Jülich das Recht, den Ort Hirschberg mit Stadtrechten auszustatten und dort eine Burg zu errichten. 1368 kam die Burg zusammen mit der Grafschaft Arnsberg an das zu Kurköln gehörende Herzogtum Westfalen, worauf in der Folgezeit anstelle der Burg ein Schloss entstand. Dieses wurde im Dreißigjährigen Krieg völlig zerstört. Kurfürst Maximilian Heinrich von Bayern ließ ab 1662 an dieser Stelle ein neues Schloss errichten, das hauptsächlich als Ausgangspunkt der kurfürstlichen Jagd dienen sollte. Der Baumeister war ein Bruder Conitius. Abgeschlossen wurde der Bau 1668. Der Bau besaß vier Türme und war nach Berichten von Zeitgenossen fast ähnlich repräsentativ wie das Arnsberger Schloss. Aber bereits zu Zeiten von Kurfürst Joseph Clemens von Bayern war die Bausubstanz angegriffen und musste laut einer Akte von 1691 teilweise erneuert werden. Unter Clemens August I. von Bayern erlebte das Schloss den Höhepunkt seiner Bedeutung, zahlreiche große Jagden fanden während seiner Regentschaft in Hirschberg statt. In diesem Rahmen wurden neben Jagdhütten einige kleine Kapellen angelegt, in denen der Kurfürst nach der Jagd Messen lesen ließ.

## Hirschberger Tor

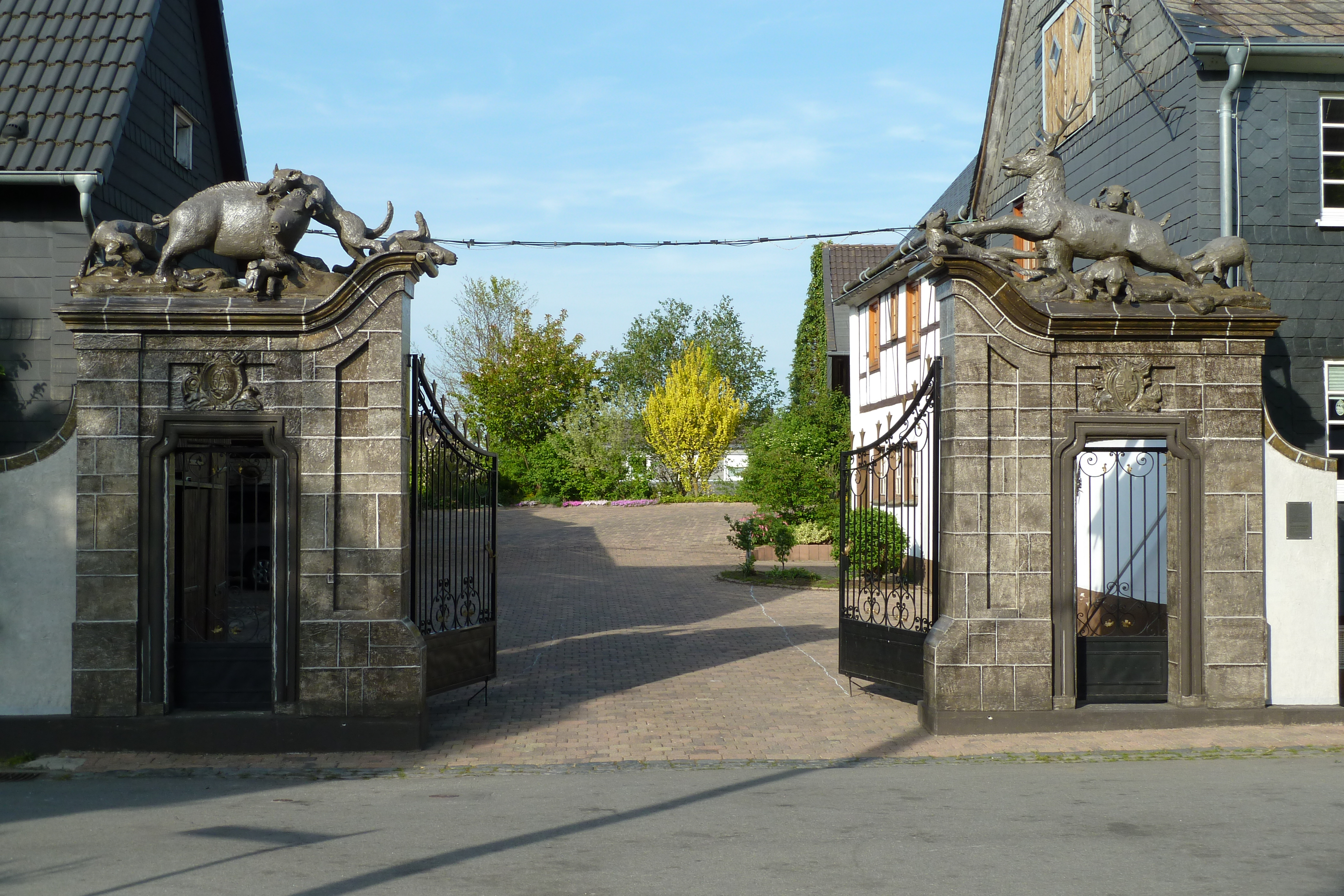
Verkleinerter Nachbau des Hirschberger Tores in Hirschberg

Der Kurfürst ließ 1753 ein repräsentatives Eingangstor aus Rüthener Sandstein erbauen. Der Entwurf geht auf Johann Conrad Schlaun zurück, der plastische Schmuck wurde von Johann Christoph Manskirch geschaffen. Das Tor besteht aus drei Teilen. Neben einem breiten Mitteltor gibt es zwei kleine Eingänge. Auf dem Tor befinden sich zwei Jagdszenen. Am Tor selbst befinden sich einige Reliefs: auf der rechten Seite ein größeres kurfürstliches Wappen, auf der linken Seite der verschlungene, mit Jagdemblemen geschmückte Namenszug „CA“. Auf der Innenseite steht links die Titelei des Bauherrn:
„CLEMENZ : AUGUST : D(ei) : G(ratia) : ARCHIEP(iscopus)S : COL(oniensis) : S(arcri) : R(omani) : IMP(erii) : P(er) : ITAL(iam) : ARCHICA(ncellarius) : ET : EL(ector) : LEG(atus) : NAT(us) : S(anctae) : SED(is) : AP(ostolicae) : AD(ministrator) : SUP(remus) : BOR(ussiae) : ORD(inis) : TEUT(onici) : P(er) : GERM(aniam) : ITAL(iam) : TRA(n)SMARI(num)Q(ue) : PRAEF(ectus) : EP(iscopus) : HIL(desheimensis) : PAD(erbornensis) : MO(nasteriensis) : E(t) : OSN(abrugenesis) : UTRIUSQ(ue) : BAVA(riae) : SUP(erioris) : PAL(atinatus) : WEST(phaliae) : ET : UNG(ariae) : DUX : ETC : ETC“
Auf der rechten Seite steht: „PORTAS EX FVNDAMENTO EXTRAVCTAS HIS STATVIS EXORNARI CVRAVAT.“ Die hervorgehobenen Buchstaben ergeben, als römische Ziffern addiert, das Baujahr 1753.

## Niedergang
Nach der Herrschaft von Clemens August ließ das Interesse der Kurfürsten am Schloss Hirschberg nach. Große Jagden wurden kaum noch veranstaltet. Verwaltet wurde die Anlage von einem Burggrafen, hinzu kamen mehrere Forstbeamte. Die Baulichkeiten wurden vernachlässigt, so dass nach dem Übergang des Herzogtums Westfalen an Hessen-Darmstadt im Jahr 1802 die neue Regierung eine Restaurierung für zu teuer hielt und den Abbruch veranlasste, nachdem das Schloss 1788 abgebrannt war. Nur der Flügel mit dem Marstall blieb erhalten und beherbergte einen Förster.

## Neuaufstellung des Tores

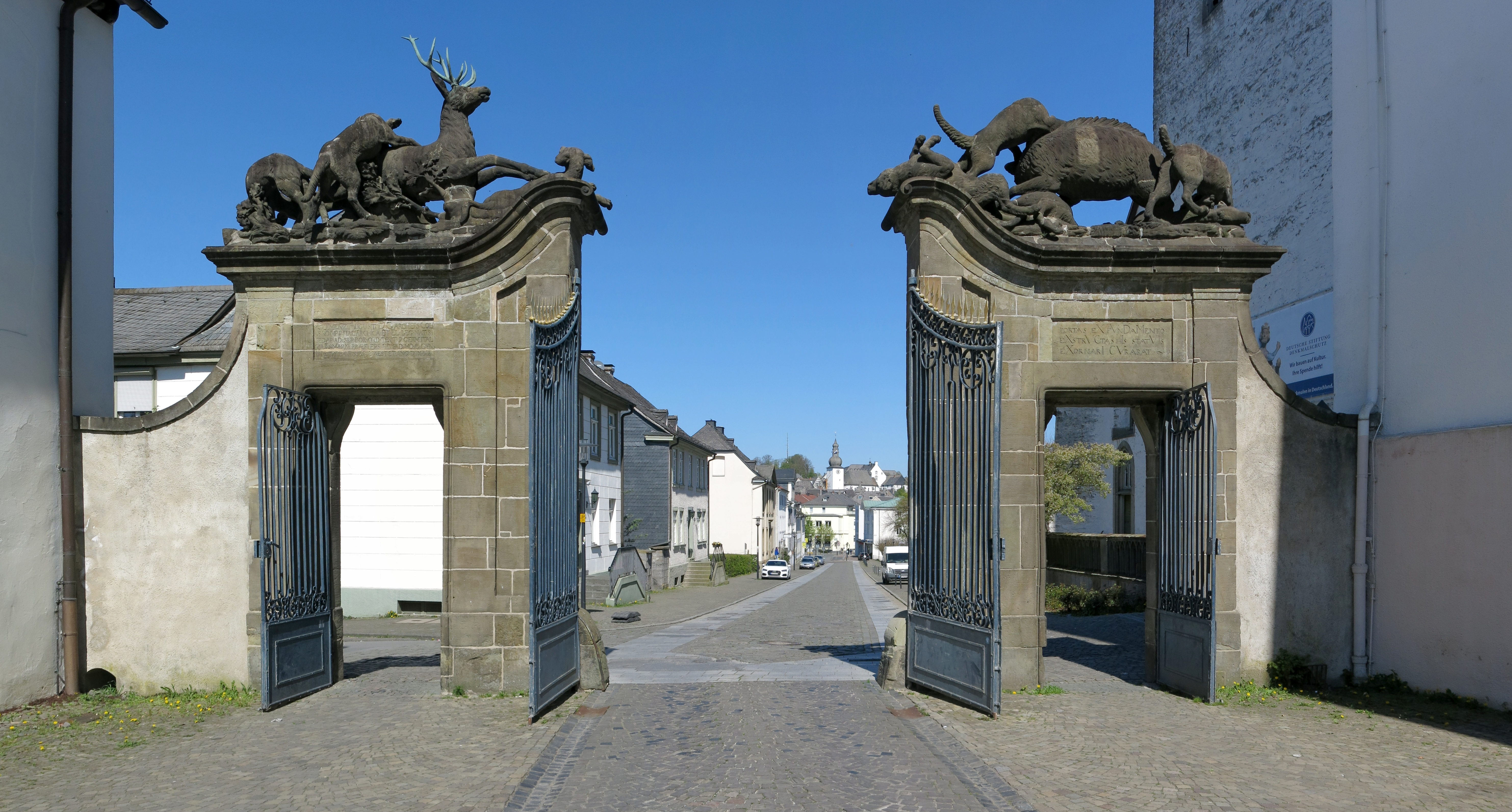
Rückseite des Hirschberger Tores mit Blick auf die Altstadt von Arnsberg

Das Tor blieb zunächst an alter Stelle stehen. Auch unter der preußischen Herrschaft seit 1816 blieb das Tor unbeachtet. Im Jahr 1824 sorgte eine Umfrage nach Kunstdenkmälern dafür, dass der Landrat Franz Anton Thüsing auf das Tor aufmerksam wurde und die Versetzung nach Arnsberg anregte. Über den neuen Standort wurde in der lokalen Zeitung lange debattiert. Die Entscheidung brachte schließlich der Beschluss der Oberbaudeputation, einen Flügel des ehemaligen Klosters Wedinghausen aus Feuerschutzgründen abzureißen. An dieser Stelle wurde das Tor aufgestellt. Abbau, Transport und Neuaufbau wurden teilweise durch private Spenden finanziert.
Nach dem Aufbau des Tores in Arnsberg wurde außen auf dem Tor die so genannte Beckermanntafel eingefügt. Diese erinnert an den vergeblichen Angriff des Generals Beckermann im Dreißigjährigen Krieg auf Arnsberg: „durch blitz und regen hat Gottes segen in St. Norberti nacht den beckermann verjagt.“ Im Jahr 1893 wurde eine weitere Tafel angebracht. Diese erinnert an das 250-jährige Bestehen des Gymnasiums Laurentianum: „Durch Gottes Güte – die Schule blühte – Magister und Scholar – 250 Jahr.“